# الظاهر (إب)

تعديل مصدري - تعديل

الظاهر هي إحدى قرى عزلة شعب يافع بمديرية إب التابعة لمحافظة إب، بلغ تعداد سكانها 444 نسمة حسب تعداد اليمن لعام 2004.